# Хут Маліч Саліхович
Маліч Саліхович Хут (9 травня 1932, аул Джиджихабль, тепер Теучезького району, Адигея, Російська Федерація — 1 січня 1989, місто Майкоп, тепер Адигея, Російська Федерація) — радянський державний діяч, 1-й секретар Адигейського обласного комітету КПРС, голова Адигейського облвиконкому. Депутат Верховної ради РРФСР 8—9-го скликань. Депутат Верховної ради СРСР 11-го скликання. Кандидат економічних наук.

## Життєпис
Народився в селянській родині. Трудову діяльність розпочав у 1950 році дільничним агрономом Теучезької машинно-тракторноїх станції (МТС) Адигейської автономної області. 
З 1951 по 1956 рік навчався у Кубанському сільськогосподарському інституті.
У 1956—1961 роках працював старшим агрономом, заступником голови колгоспу «Октябрь» Теучезького району, головним агрономом інспекції із сільського господарства, начальником інспекції із сільського господарства та заступником голови виконавчого комітету Теучезької районної ради депутатів трудящих.
Член КПРС з 1958 року.
У 1963 році закінчив аспірантуру Всесоюзного науково-дослідного інституту олійних та ефіроолійних культур в місті Краснодарі.
У 1963 — листопаді 1968 року — помічник 1-го секретаря Адигейського обласного комітету КПРС; заступник начальника Адигейського обласного управління виробництва та заготівель сільськогосподарських продуктів; завідувач сільськогосподарського відділу Адигейського обласного комітету КПРС.
У листопаді 1968 — 1979 року — голова виконавчого комітету Адигейської обласної ради народних депутатів.
У 1979—1983 роках — заступник голови виконавчого комітету Краснодарської крайової ради народних депутатів.
19 грудня 1983 — 1 січня 1989 року — 1-й секретар Адигейського обласного комітету КПРС.
Помер 1 січня 1989 року в місті Майкопі.

## Нагороди
- три ордени Трудового Червоного Прапора
- орден «Знак Пошани»
- медалі